# Nogometni klub Bjelovar
Il Nogometni klub Bjelovar, comunemente chiamato Bjelovar, è una società calcistica croata con sede nella città di Bjelovar, fondata nel 1908.

## Storia

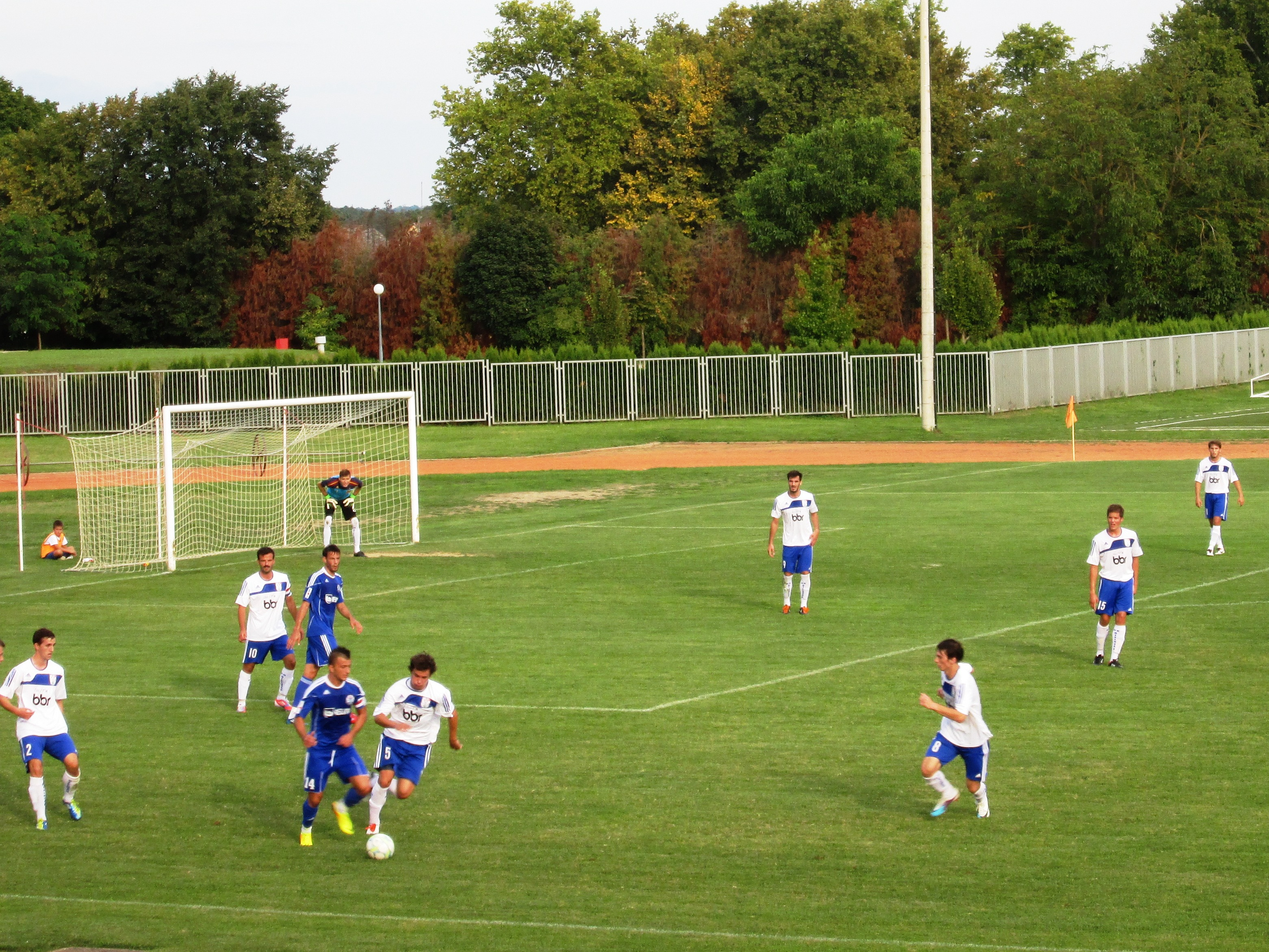
Bjelovar contro Slaven Belupo

Il club viene fondato il 10 ottobre 1908 da studenti di una palestra locale Oxford. Nel corso della sua storia cambia più volte nome : NŠK Hrvatski sokol (1908), NK Šparta (1908), AFK Hrvat (1909), NŠK Orao (1910), NŠK Adria e NŠK Croatia (1911), BGŠK (1912), BAŠK (1914). Dal 1981 al 1990 diviene BSK Česma; da allora è noto col nome attuale.
Nella stagione 1925-26, col nome BGŠK, si laurea campione provinciale del Prvenstvo Zagrebačkog podsaveza (campionato della sottofederazione di Zagabria) battendo il Marsonia in finale.

## Strutture

### Stadio
Il Bjelovar disputa le partite interne al Gradski stadion (stadio cittadino), un impianto dalla capienza di 4000 posti.

## Palmarès
- Treća HNL: 1

2003-2004 (girone nord)